# Arpi (Armenia)
Arpi (in armeno Արփի?) è un comune di 1 144 abitanti (2008) della Provincia di Vayots Dzor in Armenia.

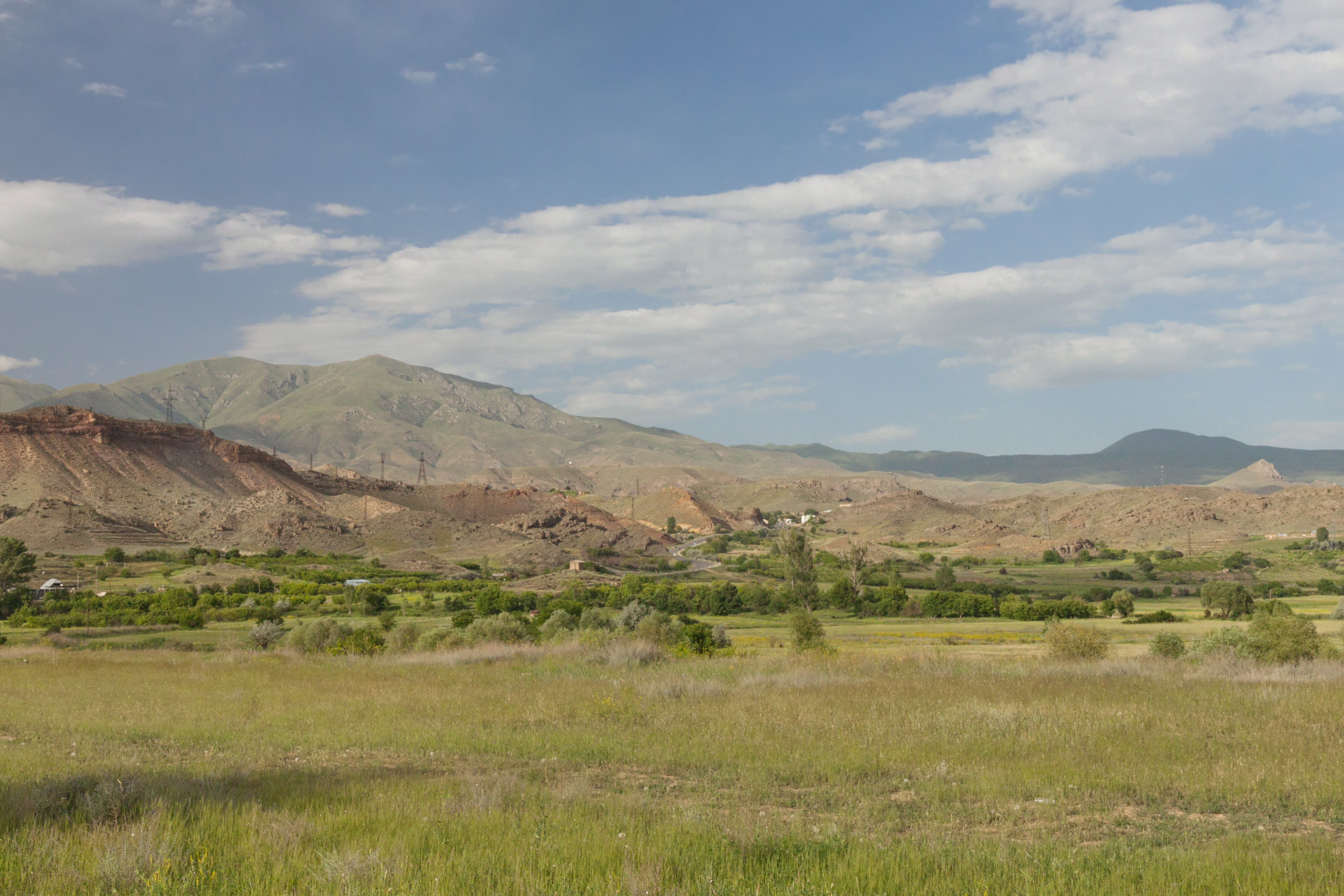
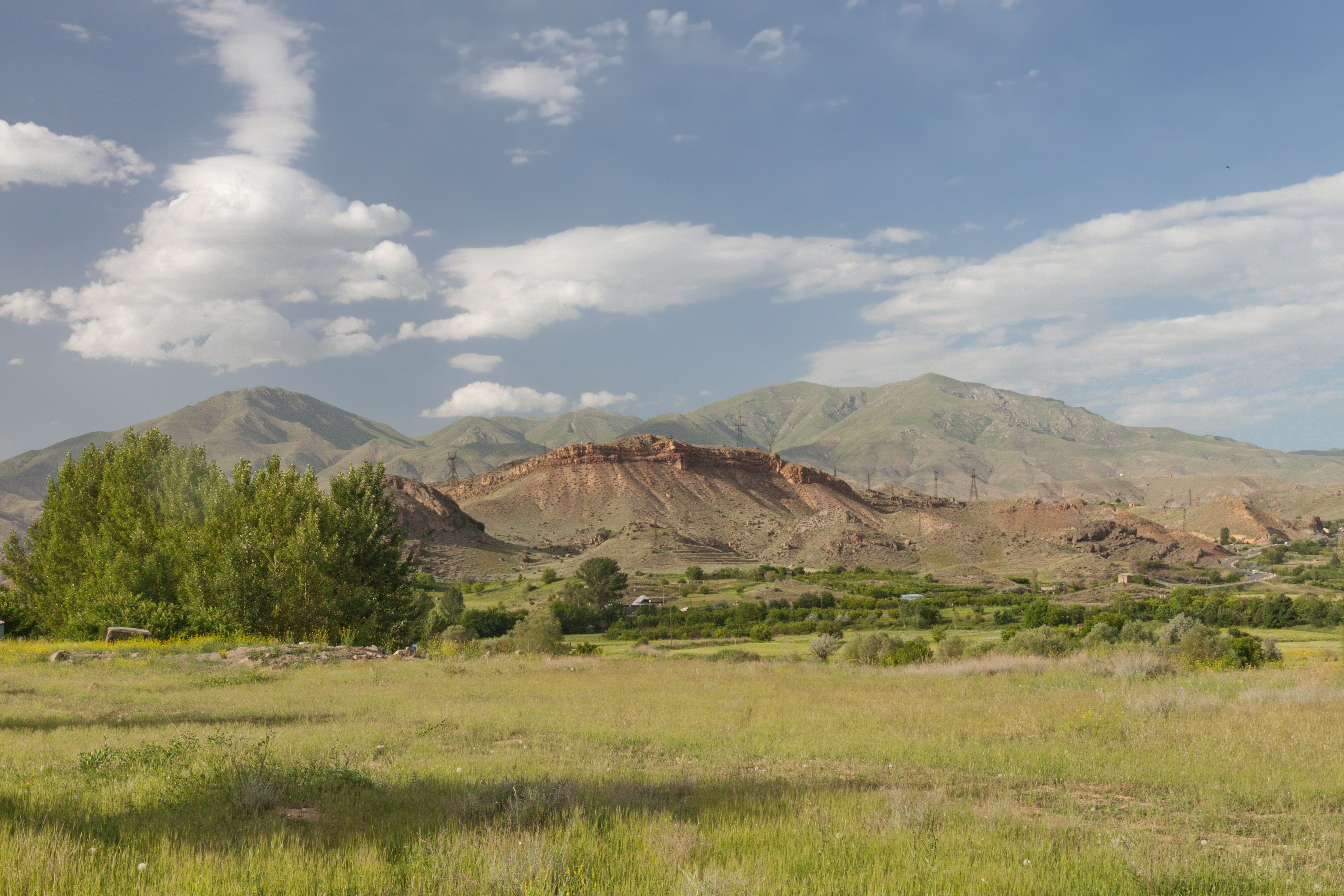
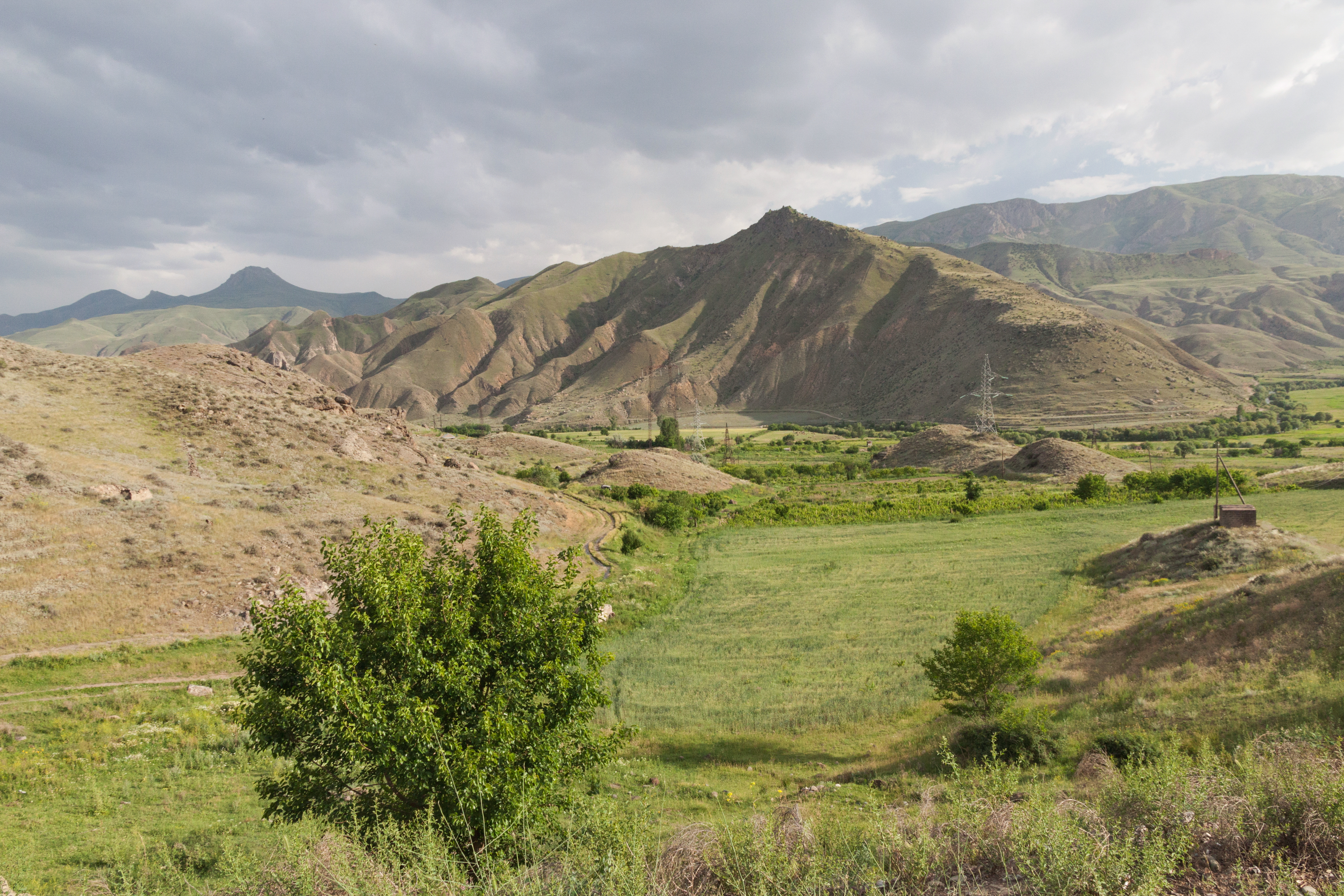